# Pheed

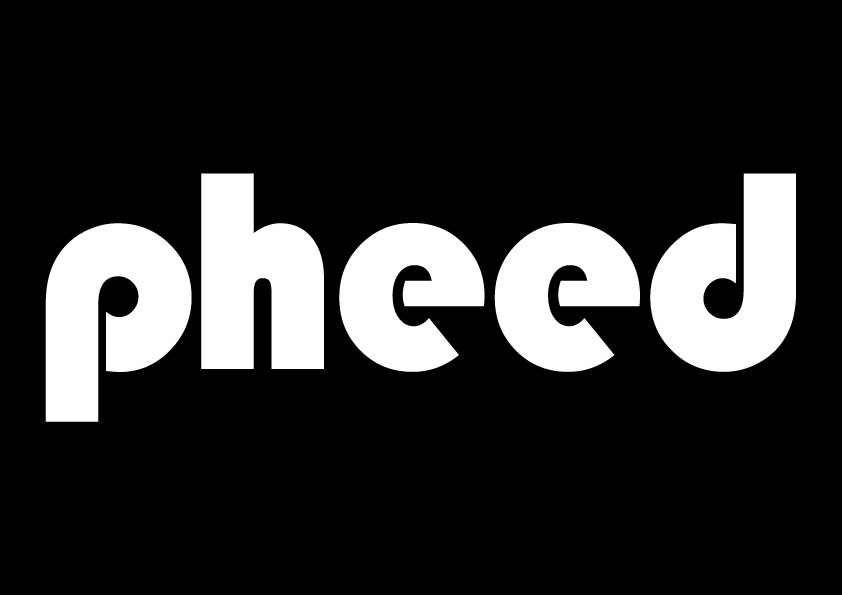
LOGO DE PHEED

Pheed era una red social disponible tanto en navegador web como en dispositivos de Apple (App Store) y Android (Google Play). La empresa fue formada en 2012 y anunció su aplicación el día 12 de noviembre del mismo año. Los usuarios podían publicar fotos, textos, vídeos y archivos de audio en sus cuentas. Según la revista Forbes, Pheed fue la primera compañía en lanzar el pago por visión en los dispositivos móviles, lo que significa que los usuarios podían obtener ingresos con ello. Su salida al público general ha sido propiciado gracias a otra red social, Vine, donde varias personas con muchos seguidores hicieron promoción para que la gente los siguiera también en Pheed.